# Normand-Poitevin
Der Normand-Poitevin ist eine ehemals von der FCI anerkannte französische Hunderasse (FCI-Gruppe 6, Standard Nr. 27). Sie entstand ziemlich sicher aus einer Kreuzung der Rassen Chien Normand und Poitevin, die ihm sehr ähnlich sind. Der Normand-Poitevin konnte bis zu 73 cm groß werden und hatte ein dreifarbiges Fell mit dabei oft schwarzem Mantel. Er gilt als ausgestorben und wurde von der FCI aus ihren Listen gestrichen.